# Judah Moshe Eisenberg
Judah Moshe Eisenberg (* 17. Dezember 1938 in Cincinnati, Ohio; † 17. März 1998 in Tel Aviv) war ein US-amerikanischer Kernphysiker.

## Leben
Eisenberg, Sohn eines bekannten Hebräisch-Lehrers, graduierte 1958 an der New Yorker Columbia University. 1962 wurde er bei Kerson Huang am Massachusetts Institute of Technology (MIT) mit einer Arbeit über theoretische Physik promoviert. Nach einem Studienaufenthalt 1961 am CERN, der Europäischen Organisation für Kernforschung in Genf, wurde er zunächst Assistant Professor für Physik an der University of Virginia, später Associate Professor (1965–1968) und ordentlicher Professor (1968–1975) sowie Lehrstuhlinhaber (1970–1974).
Nach einer einjährigen Gastprofessur als „Giulio Racah Chair of Theoretical Physics“ an der Hebräischen Universität von Jerusalem (1974–1975) sowie einer einjährigen Amtszeit als „Francis Henry Smith Chair of Physics“ an der University of Virginia (1975–1976) siedelte Eisenberg bereits im Jahr 1975 nach Israel um und wechselte an die Universität von Tel Aviv. Seit 1983 hielt er den Lehrstuhl „Yuval Ne'eman Chair in Theoretical Nuclear Physics“, in den Jahren 1984 bis 1986 war er Dekan der „Raymond and Beverly Sackler Faculty of Exact Sciences“.
Er war Mitglied der American Physical Society und der Israel Physical Society.
Eisenberg hat über 120 wissenschaftliche Arbeiten zu Themen der theoretischen Physik und Kernphysik veröffentlicht. Besondere Beachtung fand die dreibändige Monographie „Nuclear Theory“, die er zusammen mit Frankfurter Physiker Walter Greiner verfasste, sowie zwei umfassende Werke zur Quantenphysik, zusammen mit Daniel S. Koltun.
2001 vergab der Frankfurter Förderverein für physikalische Grundlagenforschung e. V. in Zusammenarbeit mit dem Fachbereich Physik der Johann Wolfgang Goethe-Universität Frankfurt am Main erstmals den Judah M. Eisenberg Lehrstuhl „Professor Laureatus of Theoretical Physics“ als Auszeichnung für verdiente Professoren am Fachbereich. Erster Träger der Auszeichnung, die mit einer jährlichen finanziellen Zuwendung verbunden ist, war der Physiker Reinhard Stock. Ihm folgte als Preisträger ab 2004 der Physiker Horst Stöcker.

## Auszeichnungen & Ehrungen
- 1958–1962 Fellow der National Science Foundation (NSF)
- 1985 Ehrendoktorwürde der Frankfurter Johann Wolfgang Goethe-Universität
- 1991–1992 Fellow der Alexander von Humboldt-Stiftung

## Schriften
- Judah M. Eisenberg, Walter Greiner: Nuclear Models (= Nuclear Theory. Band 1). 3rd rev. and enlarged ed. North-Holland Publishing Company, Amsterdam 1987, ISBN 978-0-444-87073-5 (englisch, archive.org).
- Judah M. Eisenberg, Walter Greiner: Excitation Mechanism of the Nucleus (= Nuclear Theory. Band 2). North-Holland Publishing Company, Amsterdam 1970, ISBN 0-444-87082-2 (englisch, archive.org).
- Judah M. Eisenberg, Walter Greiner: Microscopic Theory of the Nucleus (= Nuclear Theory. Band 3). North-Holland Publishing Company, Amsterdam 1972, ISBN 0-7204-0484-3 (englisch, archive.org).

- Judah M. Eisenberg, Daniel S. Koltun: Theory of Meson Interactions with Nuclei. Wiley-Interscience Publication, 1980, ISBN 0-471-03915-2 (englisch, archive.org).
  - Review[4]
- Daniel S. Koltun, Judah M. Eisenberg: Quantum Mechanics of Many Degrees of Freedom. Wiley, New York 1988, ISBN 978-0-471-88842-0 (englisch).